# Mendi
A Mendi női név az Amanda angol becenevéből (Mandy) származik, jelentése: szeretetre méltó.

## Rokon nevek
Manda, Amanda

## Gyakorisága
Az újszülötteknek adott nevek körében az 1990-es években szórványosan  fordult elő. A 2000-es és a 2010-es években sem szerepelt a 100 leggyakrabban adott női név között.
A teljes népességre vonatkozóan a Mendi sem a 2000-es, sem a 2010-es években nem szerepelt a 100 leggyakrabban viselt női név között.

## Névnapok
február 6., május 26., október 26.

## Híres Mendik
- Mandy Bright pornószínésznő